# Jan Aleksander Tyniec

Jan Tyniec

Jan Aleksander Tyniec (ur. 15 marca 1960 w Warszawie) – polski malarz, fotograf, rysownik

## Życiorys
Brał udział w wystawach, takich jak: „Świeżo malowane: młode malarstwo polskie lat 1982–1987” (Zachęta, 1988) czy „Europa” (Galeria Promocyjna, Duży Pawilon SARP, 1989).
Dyplom magistra sztuki otrzymał w Akademii Sztuk Pięknych w Warszawie (1983) oraz w Hunter College City University w Nowym Jorku (1989 roku).
Jego pierwsza indywidualna wystawa odbyła się w 1985 roku w warszawskiej Pracowni Dziekanka.
We wczesnych pracach miesza stylistyki, „piętrzy znaczenia i symbole, nieustannie balansuje pomiędzy skrajnościami – od kokieteryjnego estetyzmu do brzydoty formalnej, od groteski po dramat, od banału po rudymentarne pytania natury wręcz ontologicznej”. „Siła tego malarstwa tkwi także w ekspresyjnych, odważnych zestawieniach barwnych”.
W 1986 roku, po przyjeździe do Nowego Jorku, poświęcił się malarstwu, obrazom dużych formatów. Od 1995 roku zaczął coraz więcej fotografować, co zmieniło jego myślenie o rysunku i malarstwie. Czasem łączył malarstwo i fotografię (cykl kolaży – obrazy i instalacje „Designs for the Sky” 1997– 1999). Tworzył archetyp krajobrazów, prace zawieszone między intelektualnymi i emocjonalnymi aspektami tego, co rzeczywiste a co wyobrażone.
Od końca lat 90. XX wieku do roku 2020 podróżował z aparatem po Stanach Zjednoczonych, Antarktydzie, a także Wietnamie, Laosie, Mjanmie, Indonezji i Chinach. Kolejno powstawały długofalowe projekty fotograficzne: „Designs for a Water Surface”, 1997–1998; „Mekong”, 1996–2008; „Designs for the Sky”, 1997–2000; „Indefinite Boundary: Desert”, 1998–2000; „Indefinite Boundary: Antarctica”, 2001. Osobny cykl poświęcił artysta wyspie Bali – „Full Circle: Bali”. Tworzą go projekty: „Full Circle: Portrait”, 2002–2004; „Full Circle: Lotus”, 2002–2009; „Full Circle: Rice Fields”, 2002–2006; „Bonsai”, 2009–2013; „True Grass”, 2015–2020. Fotografuje tak, by nie podpowiadać odbiorcy skali przedstawianego obiektu, aby nie ograniczać możliwości interpretacyjnych. W1997 roku jego fotografie Hongkongu opublikowano w „Guggenheim Magazine”.
Od lutego 2022 roku, początku rosyjskiej inwazji na Ukrainę, realizuje cykl rysunków „Atlas dymu”.
W latach 1986–1987 był stypendystą Programu Fulbrighta w Nowym Jorku, a w 1987 roku także Fundacji Kościuszkowskiej (Wanda Roeh Fund). W roku 1988 uczestniczył w programach rezydencyjnych w Millay Colony for the Arts w Austerlitz w stanie Nowy Jork (USA), a w roku 2002 i 2003 w fundacji Bali Purnati Center for the Arts na Bali w Indonezji.
W latach 1986–2005 mieszkał i pracował w Nowym Jorku, by później przenieść się do Hawley w Pensylwanii. Od 2016 roku dzieli swój czas między Warszawę a Bali.

### Prace w kolekcjach instytucjonalnych i prywatnych (wybór)
- Zachęta, Narodowa Galeria Sztuki, Warszawa (Polska)
- Becton, Dickinson and Company, New Jersey (USA)
- Bear and Stern, Nowy Jork (USA)
- Benedictine University, Lisle, Illinois (USA)
- Estee Lauder Companies, Nowy Jork (USA)
- Equitable Life, Nowy Jork (USA)
- Fidelity Investments, Boston (USA)
- Hartz Mountain Industries, New Jersey (USA)
- Reader’s Digest Association, Nowy Jork (USA)
- VSA Partners, Chicago (USA)
- Williams and Connolly LLP, Waszyngton (USA)

### Wystawy indywidualne
- 2014 „Full Circle: Bali”, Ganesha Gallery; „Four Seasons Resorts”, Jimbaran, Bali (Indonezja) „Fotografie – Jan Tyniec i John Back”, Alliance Gallery, Delaware Valley Arts Alliance, Narrowsburg, Nowy Jork (USA)
- 2013 „Jan Tyniec i Stephen Geldman”, Lodge at Woodloch, Hawley, wystawa zorganizowana przez Kiesendahl+Calhoun Fine Art Ltd., Pensylwania (USA)
- 2007 „Radiance Cycles”, River Gallery, Narrowsburg, Nowy Jork (USA)
- 2004 „Full Circle: Bali”, Galeria Klimy Bocheńskiej, Warszawa (Polska)
- 2003 „Full Circle: Bali”, Edward Carter Gallery oraz Collegiate School w Nowym Jorku (USA)
- 2002 „Indochina – Antarctica”, Bali Purnati Centre for the Arts, Bali (Indonezja)
- 1997 „Projekty nieba”, Galeria Krytyków Pokaz, Warszawa (Polska) „Designs for the Sky”, Birch St. Annex Gallery, Taos, Nowy Meksyk (USA)
- 1990 „Nowe rysunki”, Galeria Krytyków Pokaz, Warszawa (Polska)
- 1989 „Kultura – Natura”, Galeria Promocyjna, Warszawa (Polska)
- 1986 „Malarstwo – Jan A. Tyniec”, Galeria Desa „Nowy Świat”, Warszawa (Polska)
- 1985 „Jan A. Tyniec”, Galeria Desa „Nowy Świat”, Warszawa (Polska)
- 1985 „Jan Tyniec”, Pracownia Dziekanka, Warszawa (Polska)

### Wystawy grupowe
- 2015 „Barriers, Boundaries & Fences”, online-B-Gallery group exhibition, the Delaware Valley Arts Alliance, Narrowsburg, Nowy Jork (USA)
- 2013 „The Age of Photography” Tony Raka Gallery, Ubud, Bali (Indonezja)
- 2012 „Art Infinitum”, Tony Raka Gallery, Ubud, Bali (Indonezja)
- 2006 „Life in Black and White, Five Photographers Perspective”, River Gallery, Narrowsburg, Nowy Jork (USA)
- 2005 Bloom Sage & Madison in association with Jayne H. Baum Gallery, Sag Harbor, Nowy Jork (USA)
- 2004 „Contemporary Photography from Jayne H. Baum Gallery” Leslie Ferrin Gallery, Lenox, Massachusetts (USA)
- 2003 „From Fire to Ice: Conflicting Concepts”, Edward Carter Gallery, Nowy Jork (USA)
- 2002 „Through the Lens of September 11”, SoHo Photo Gallery, Nowy Jork (USA)
- 2001 „Spectra”, National Photography Biennial, Silvermine Guild Arts Center New Canaan, Connecticut (USA); „America the Beautiful”, Edward Carter Gallery, Nowy Jork (USA)

- 2000 „Not a Theme Show”, kuratorka Vicky Clark, Pittsburgh Center for the Arts, Pittsburgh (USA)
- 1999 „Recent Editions from New York Area Presses”, Leroy Nieman Center for Print Studies, Uniwersytet Columbia, Nowy Jork (USA) „Works on Paper”, kuratorka Karen McCready Fine Art, Jan Abrams Fine Arts, Nowy Jork (USA)
- 1997 „Oceans and Galaxies”, Karen McCready Fine Art, Nowy Jork (USA) „Neolandscape”, First Street Gallery, Chicago, Illinois (USA) „Aerial Perspectives”, DC Moore Gallery, New York i Kendall Gallery, Miami Dade Collage, Miami, Floryda (USA „Heat”, View Gallery, Nowy Jork (USA) „Baltic Iconopress wokół mapy”, Contemporary Art Center/Muzeum Narodowe, Zamek Książąt Pomorskich, Szczecin (Polska) „Recent Editions and Monotypes”, Galamander Press, Nowy Jork (USA) „Collector’s Choice”, Center for the Arts, Vero Beach, Floryda (USA)
- 1990–1992 „The Expressive Struggle”, Miami University Art Museum (USA), wystawa w wersji objazdowej: The Anderson Gallery, Buffalo, Nowy Jork, Uniwersytet Stanowy Cleveland, Cleveland Gallery, Ohio, Oxford, Ohio, Muzeum Sztuki w Milwaukee, Wisconsin and The New York Academy of Art, Nowy Jork (USA)
- 1991 „The Art of Eastern Europe”, Castle College Gallery, New Rochelle, Nowy Jork (USA)
- 1990 „Around the Coyote ’90”, Wooden Gallery, Chicago, Illinois (USA) „(the) Landscape in Question”, Foreman Gallery, Hartwick College, Oneanta, Nowy Jork (USA) „Galeriada”, Galeria BWA, Sopot (Polska) „Warschauer Künstler Stellen sich vor”, galeria Ars Polona, Düsseldorf (Niemcy)
- 1989 „Young Painting (Polish Painting 1982–1987)”, kurator Jacek Werbanowski, Moskwa, Narodowa Galeria Obrazów, Lwów (ZSRR) „Europa”, Galeria Promocyjna (Duży Pawilon SARP), Warszawa (Polska) „Redefining Visionary Art”, Doma Gallery, Nowy Jork, „New Polish Painting”, Palffy Palace, Wiedeń (Austria)
- 1988 „Świeżo malowane: młode malarstwo polskie lat 1982–1987”/Fresh Paint – New Polish Art
- 1982–1987, Zachęta, Warszawa (Polska)
- 1987 „Print Suite”, New York City Hunter Gallery, Hunter College, Nowy Jork (USA)
- 1986 „Polish Contemporary Landscape Works”, Fundacja Kościuszkowska, Nowy Jork (USA)
- 1983 „Jeune Peinture”, Grand Palais, Paryż (Francja)